# Joni Eareckson Tada
Joni Eareckson Tada (Baltimore, 15 oktober 1949) is een Amerikaanse evangelisch-christelijk auteur, spreker, radiopresentator en zangeres. Ze is de oprichter van de organisatie Joni and Friends, die zich vanuit een christelijk perspectief met name op mindervaliden richt.

## Biografie
Joni Eareckson is de jongste uit een gezin met vier dochters. In haar tienerjaren bewoog ze veel; ze deed aan paardrijden, wandelen, tennis en zwemmen. Op 30 juli 1967 nam ze een duik in de Chesapeake Bay, waarbij ze echter niet doorhad dat ze in een ondiep gedeelte sprong. Als gevolg hiervan liep ze een fractuur op tussen de vierde en vijfde halswervel, en daarmee tetraplegie; ze raakte verlamd vanaf haar nek.
Volgens haar autobiografie ondervond ze tijdens haar twee jaar durende revalidatie gevoelens als woede, depressie, zelfmoordneigingen en geloofstwijfel. Niettemin leerde ze om te schilderen met een kwast tussen haar tanden, en ze verkocht deze werken. Ze heeft zo’n vijftig boeken geschreven, een aantal muziekalbums opgenomen, speelde de hoofdrol in een film over haar eigen leven, en geeft op verschillende wijzen steun aan mensen met een handicap.
Tada schreef over haar ervaringen in de autobiografie Joni: The unforgettable story of a young woman's struggle against quadriplegia & depression, die in 1976 uitkwam en in verschillende talen werd uitgebracht (onder meer in het Nederlands als Joni. Ontroerend verhaal van een invalide vrouw en haar levensstrijd). In 1979 werd het boek verfilmd, waarbij ze zelf de hoofdrol speelde.
In 1982 huwde ze Ken Tada. Zij wonen in Calabasas (Californië). In 2010 maakte ze bekend dat ze de diagnose borstkanker had gekregen. Ze onderging een succesvolle chirurgische ingreep hiervoor. In november 2018 maakte ze bekend dat ze voor de tweede keer vecht tegen kanker.Maart 2019 werd ze opgenomen in het ziekenhuis vanwege complicaties als gevolg van de behandeling.

## Christelijk werk en publiek leven
Tada richtte in 1979 Joni and Friends (JAF) op, een organisatie die uitgaande van het christelijk geloof ondersteuning wil bieden aan gehandicapten over de hele wereld. In 2006 werd in Californië het Joni and Friends International Disability Center opgericht. Deze organisatie verzorgt onder meer het dagelijkse, vijf minuten durende radioprogramma Joni and Friends, dat via meer dan duizend kanalen wordt uitgezonden. In 2002 kreeg het de prijs voor "Radioprogramma van het Jaar" van National Religious Broadcasters. Het centrum heeft ook 'Wounded Warrior' opgezet, een project dat familiebijeenkomsten organiseert. Een ander project is 'Wheels for the World', dat tweedehands rolstoelen uit gevangenissen inzamelt en opknapt, waarna ze naar ontwikkelingslanden gaan, waar fysiotherapeuten ze koppelen aan een kind of volwassene met een specifieke behoefte.
In 2005 werd Tada benoemd als lid van het de Disability Advisory Committee van het Amerikaanse ministerie van Buitenlandse Zaken.
Joni Ereackson Tada spreekt op conferenties. In Nederland kreeg ze bekendheid via de Evangelische Omroep (EO). Zo sprak ze onder meer op de EO-Jongerendag van 1985. Artikelen van haar hand verschenen in Christianity Today, Today's Christian Woman, The War Cry (van het Leger des Heils) en in tijdschriften in verschillende landen. Ze verscheen ook vier keer in Larry King Live. 

## Onderscheidingen
Tada heeft van de American Academy of Achievement de Golden Plate Award ontvangen. Van het Courage Rehabilitation Center kreeg ze de The Courage Award, van de Patricia Neal Rehabilitation Center de Award of Excellence, van de National Rehabilitation Hospital de Victory Award, van de International Bible Society de Golden Word Award. Ze werd opgenomen in de Hall of Honor van de Christian Booksellers Association. In 2002, kreeg ze van de National Religious Broadcasters' Association de William Ward Ayer Award. In 2003 kreeg ze de Gold Medallion Award voor haar boek When God Weeps (Als God huilt).
Ze ontving in 1993 de titel "Churchwoman of the Year" van de Religious Heritage Foundation en was de eerste vrouw die door de National Association of Evangelicals als hun "Layperson of the Year" werd betiteld. In 2009 werd Tada opgenomen in de Society of World Changers van de Indiana Wesleyan University.
Ze heeft ook de volgende titels gekregen:
- Bachelor of Letters van het Western Maryland College
- Honorary Doctor of Humanities van het Gordon College (Massachusetts)
- Honorary Doctor of Humane Letters van de Columbia International University
- Honorary Doctor of Divinity van het Westminster Theological Seminary
- Honorary Doctor of Divinity van het Lancaster Bible College
- Honorary Doctor of Humane Letters van de Indiana Wesleyan University
- Honorary Doctor of Laws van de Biola University

## Boeken
Eareckson Tada is auteur van 48 boeken over invaliditeit en christendom. Enkele daarvan zijn kinderboeken, zoals Tell Me The Promises (bekroond in 1997) en Tell Me The Truth (bekroond in 1998).
Het levensverhaal van Joni Eareckson Tada werd door de Tsjechische componist Ivan Kurz gebruikt in zijn opera Večerní shromáždění ketho.

## Alone Yet Not Alone
Tada trok in 2014 aandacht van de media toen ze de titelsong van de christelijke film Alone Yet Not Alone zong. De schrijvers van het lied kregen aanvankelijk een nominatie voor een Academy Award. Maar deze nominatie werd later ingetrokken vanwege 'ongepast campagnevoeren' door de componist. Hierop volgde enige controverse, waardoor het lied een hit werd op YouTube.

## Discografie
- 1981: Joni's Song
- 1982: Spirit Wings
- 1985: I've Got Wheels (met "Joni's Kids")
- 1990: Let God Be God
- 1994: Harps & Halos: Songs About Heaven
- 2001: Joni: An Unforgettable Story (audioboek)
- 2013: Alone Yet Not Alone (lied)

## Film
- 1979: Joni
- 1981: Reflections of His Love
- 1992: The Journey
- 2001: Heaven: Our Eternal Home
- 2007–2009: Joni and Friends (tv-serie)
- 2009: The Terri Schiavo Story
- 2009: When Robin Prays